# Tielrode
Tielrode is een dorp in de Belgische provincie Oost-Vlaanderen en een deelgemeente van Temse, het was een zelfstandige gemeente tot aan de gemeentelijke herindeling van 1977.

## Toponymie
De plaatsnaam Tielrode betekent letterlijk "gerooid bos (= rode) waar tegels, dakpannen of bakstenen (= tegels of tichels) gebakken worden" en is een samenstelling van de Oudnederlandse woorden tegula en rotha. De oudste schrijfwijzen luiden dan ook achtereenvolgens Tigelrodo (866), Tigelrotha (868) en Tithelrode (1036). Pas in 1187 duikt de moderne vorm Tilroda op.

## Geschiedenis
De oudste vondsten dateren uit de Gallo-Romeinse periode, het betroffen onder meer houten waterputten. De eerste vermelding van het dorp dateert van 860, een deel van Tielrode was kloosterbezit van de abdij van Lobbes.
Bij de fusie van Belgische gemeenten eind 1976 werd het dorp, evenals Steendorp en Elversele, een deelgemeente van Temse.

### Economische geschiedenis
In 1928 richtte Achiel Heyman, een naaste medewerker van Frans Boel op de Boelwerf, de scheepswerf De Durme op. Ze bouwden binnenschepen. In de bloeiperiode werd met meer dan honderd werknemers twaalf schepen per jaar gebouwd. De werf sloot in 1976, één jaar na het overlijden van Achiel Heyman.

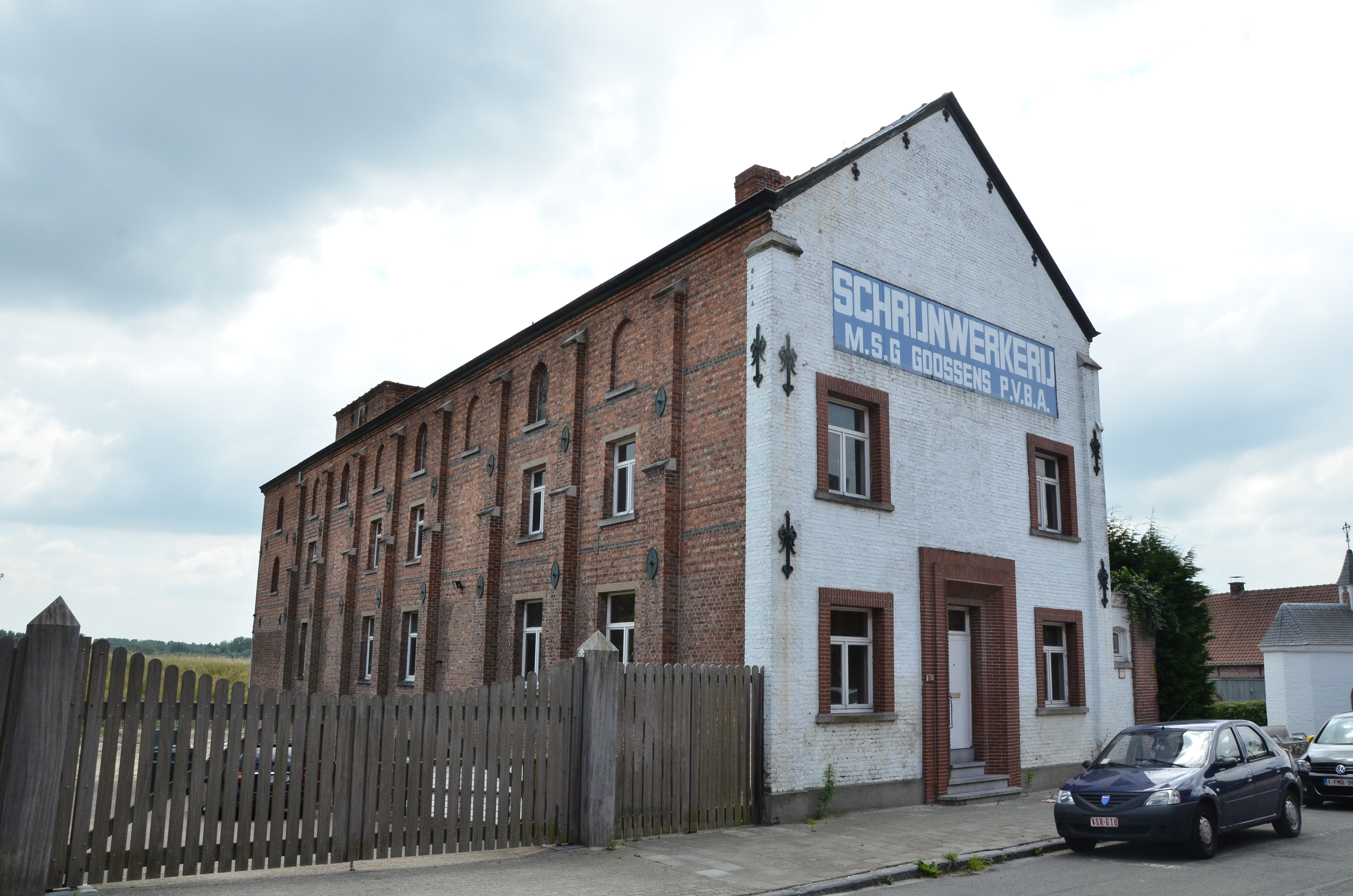
Mouterij De Brabander

In 1889 werd in Tielrode aan de grens met Temse de steenbakkerij Briqueterie de Stekene et Thielrode opgericht. De steenbakkerij werd in jaren 1960 stilgelegd. De kleiput werd opgevuld met het water, dat gebruikt werd om zand op te spuiten voor de aanleg van de E3, nu de E17. Op de terreinen van de steenbakkerij ontstond het recreatiedomein Het Waesmeer. In 1929 startte steenbakkerij de Antwerpse Machiensteenbakkerij Tielrode (AMT) met de productie van stenen. Er werd klei gewonnen uit de Jan Bootsenput, de Roomackerput en de Appelvoordeput, die later het provinciaal domein De Roomakker vormden. Deze steenbakkerij, die ook nog vier andere putten had op hun bedrijfsterrein, was actief tot 2001.
Tevens waren er twee brouwerijen gevestigd, met name Verbeeck-Back (o.a. Verba-pils en Kerel) en De Brabander. Deze laatste was gelegen op de grens met Elversele. Verbeeck-Back van haar kant was actief van 1867 tot 1966. In 2016 werd de brouwerij, alsook de kriekenboomgaard (Schaarbeekse kriek), door Philippe De Cock nieuw leven ingeblazen onder de naam VBDCK. Ook waren er twee mouterijen gevestigd, met name De Brabander en Boel.
Voorts is ook het Roelandtshof noemenswaardig, een voormalige herberg en loskaai voor beer of aal afkomstig uit Antwerpen.
Een gedeelte van Industriezone T.T.S, gelegen tussen de N16 en de E17 ligt op het grondgebied van Tielrode.

## Geografie

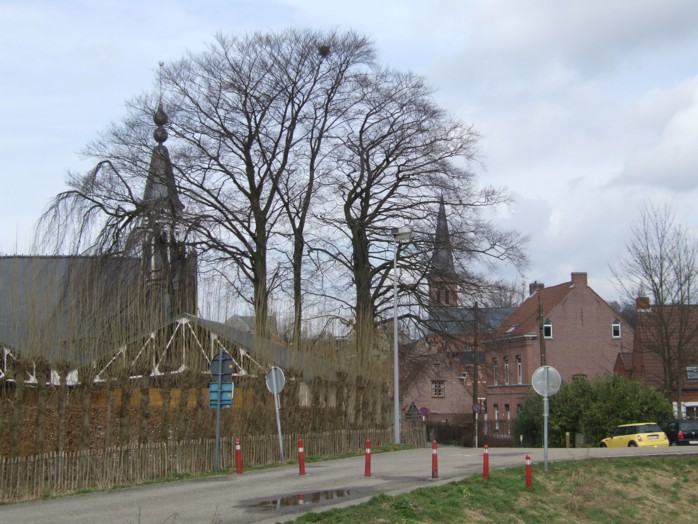
Zicht op Tielrode vanaf de dijk aan de Durme

Het dorp is gelegen aan de samenvloeiing van de Durme en de Schelde.

## Demografische ontwikkeling
- Bronnen:NIS, Opm:1831 tot en met 1970=volkstellingen; 1976 = inwoneraantal op 31 december

## Bezienswaardigheden

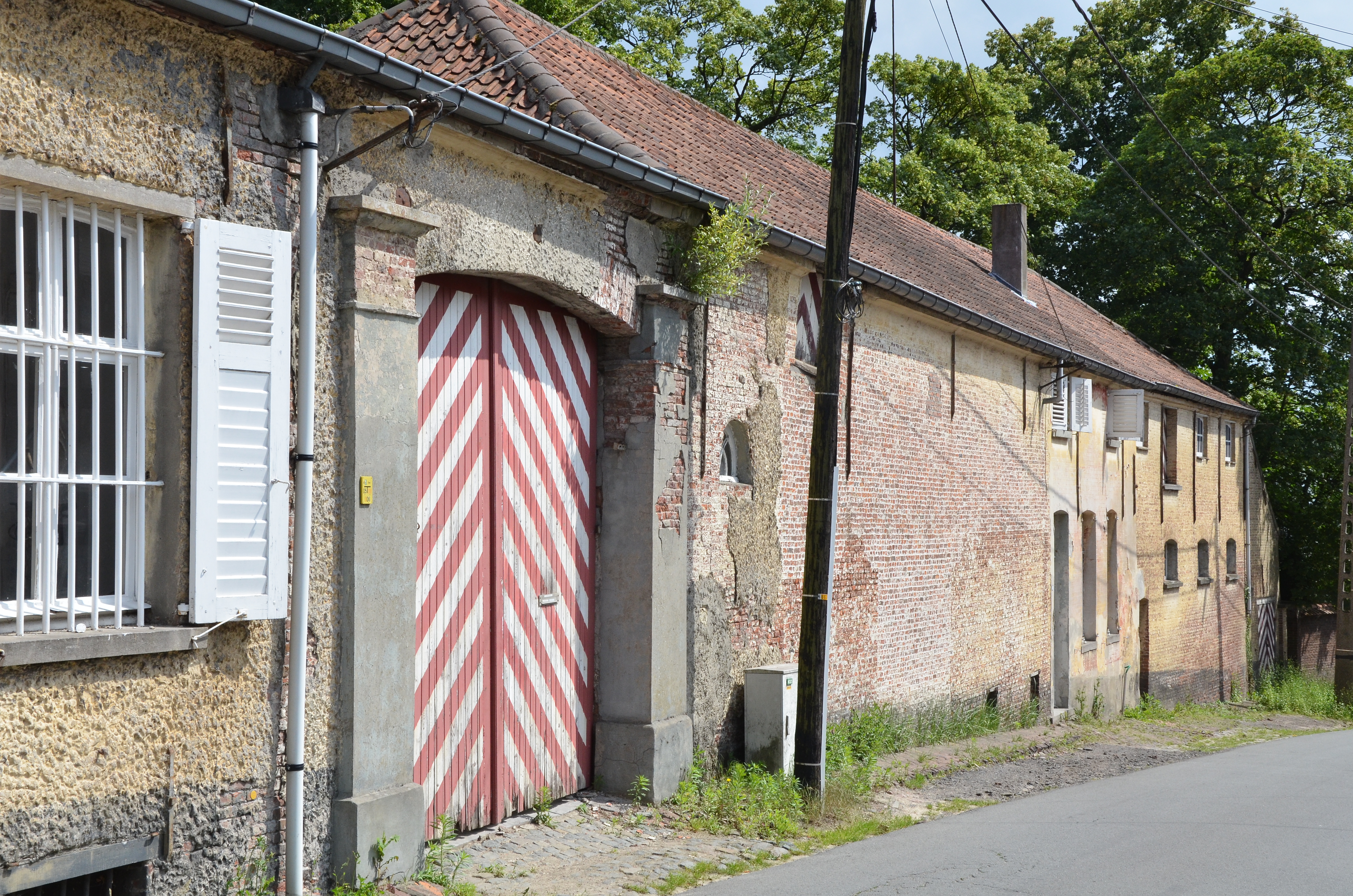
Het Kasteel van Tielrode

- De Sint-Pieterskerk, naar ontwerp van architect Hendrik Geirnaert.[15]
- De Sint-Jozefkapel[16] in rococostijl aan de verbindingsweg tussen het centrum en de Durme.
- Het voormalige gemeentehuis in neoromaanse stijl, naar ontwerp van Edmond de Perre-Montigny.[17]
- Het Kasteel van Tielrode (1808) in de Kerkstraat.[18]
- Het ouderlingentehuis Sint-Jozef in de Antwerpse Steenweg naar ontwerp van Henri Buytaert. Achteraan is er een kapel uit 1935 met een plattegrond in de vorm van een Grieks kruis.[19]
- De meisjesschool in de Sint-Jozefstraat.[20]
- De achterin gelegen hoeve in de Hogenakkerstraat.[21]
- Het Domein Pilaet aan de Gentstraat, uit 3e kwart van de 19e eeuw.
- De beelden Kijkend naar de stilte (de kikker) van Albert De Smedt[22] en het eerbetoon aan veerman Cyriel Bogaert Den Toeter (2000) van Valeer Peirsman[23], beiden aan de aanlegsteiger van de veerdienst.[24]

## Natuur en landschap

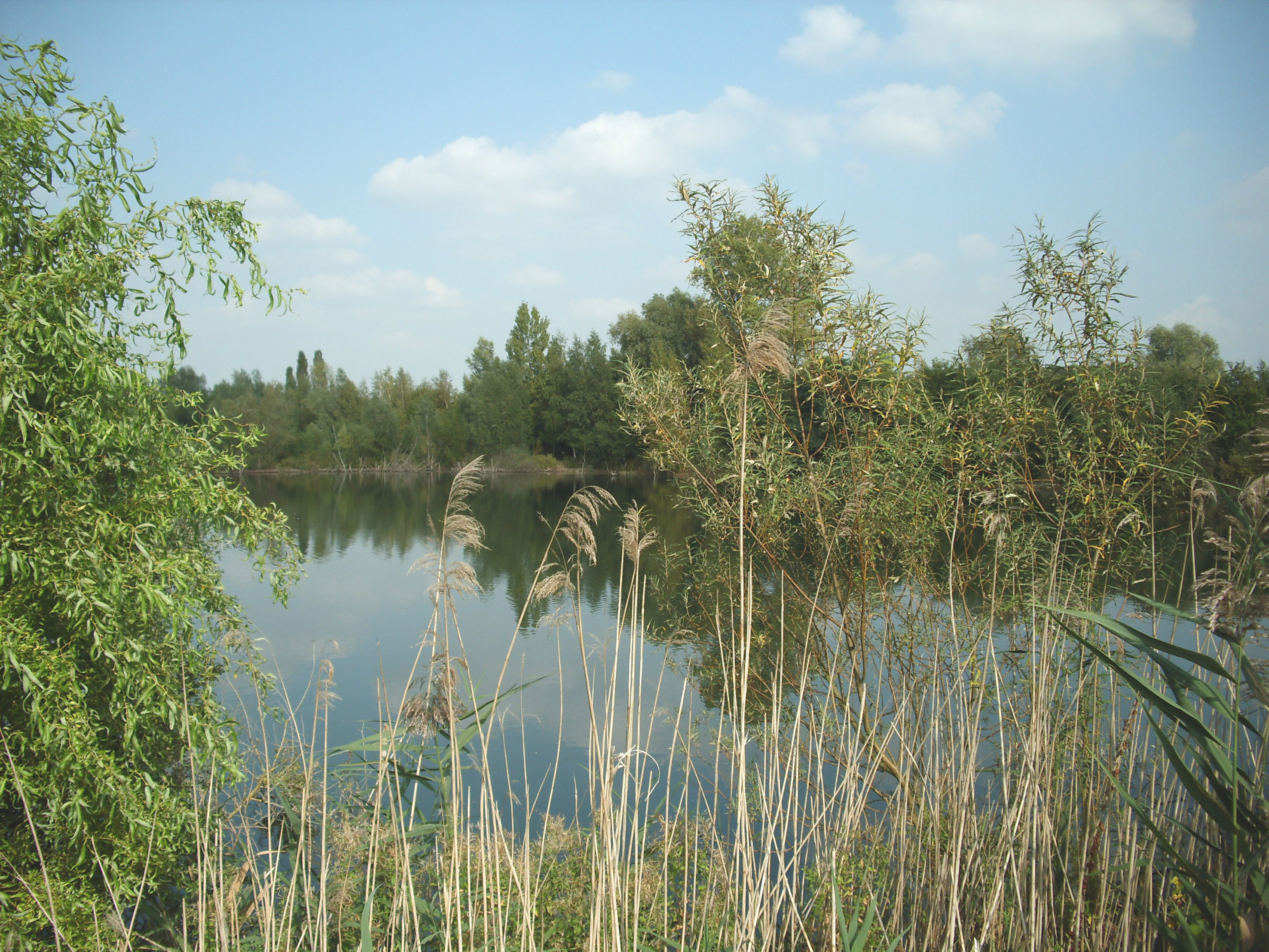
Een van drie voormalige kleiputten in het provinciaal domein De Roomakker

Tielrode ligt nabij de samenvloeiing van Durme en Schelde. Ten noorden van de kom van Tielrode bevindt zich de Cuesta van het Waasland. De hoogte varieert van 2 meter bij de Durme tot 31 meter op de cuesta. Het 12ha grote provinciaal domein De Roomakker bevindt zich ten noorden van de kom van Tielrode. Ten zuiden van de kom ligt het Tielrodebroek.

## Politiek
Tielrode had een eigen gemeentebestuur en burgemeester tot de fusie met Temse in 1976.
In maart 1982 werd er het stichtingscongres van de Vlaamse groene politieke partij Agalev georganiseerd.

### Burgemeesters
| Tijdspanne | Tijdspanne  | Burgemeester                          |
| ---------- | ----------- | ------------------------------------- |
|            | ? - 1831    | Petrus Augustinus Pilaet              |
|            | 1831 - 1853 | Bernardus Servaes Rogman              |
|            | 1853 - 1874 | Petrus Judocus Claus                  |
|            | 1875 - 1879 | Frans Van Wauwe                       |
|            | 1880 - 1887 | Nicolas Vrydag                        |
|            | 1887 - 1892 | Jan Marcus Claus                      |
|            | 1893 - 1915 | Joannes Boel                          |
|            | ...         |                                       |
|            | 1919 - 1938 | Raphaël Verdurmen (katholieke partij) |
|            | 1938 - 1946 | Adrien Claus (katholieke partij)      |
|            | 1947 - 1970 | Achiel Heyman (CVP)                   |
|            | 1971 - 1976 | Siegfried Buytaert (CVP)              |

## Cultuur

### Wapen
Het wapen werd bij koninklijk besluit van 13 oktober 1819 aan de toenmalige gemeente toegekend. Ook had de voormalige gemeente een eigen vlag.

### Beeldcultuur
Voor de Nederlandse film De Storm uit 2009 werd er gefilmd in het dorp, voor deze gelegenheid werd de Potpolder onder water gezet.

### Evenementen
Op de zondag na 29 juni wordt in het dorp een processie ter ere van Sint-Elooi gehouden met paardenzegening aan de Sint-Jozefskapel.

## Verkeer en vervoer

### Buurtspoorwegen
De tramlijn H (kapitaal 110) van de NMVB tussen Antwerpen Vlaams hoofd (Linkeroever) en Hamme liep door het dorp. Na Tielrode passeerde de voormalige tramlijn richting Linkeroever in Temse, Steendorp, Rupelmonde, Bazel, Kruibeke, Burcht en Zwijndrecht. In de richting Hamme passeerde de tramlijn Elversele. Tot de elektrificatie van de lijn op 15 oktober 1937 was er na Hamme een verbinding tot Baasrode Veer, die aansluiting gaf op de veerboot naar Baasrode.

### Veerdienst
In de zomer van 1998 werd er een nieuwe aanlegsteiger gebouwd voor een veerdienst over de Durme naar Hamme (Bunt). Jaarlijks maken circa 40.000 wandelaars en fietsers de oversteek.

## Sport
Voetbalclub VK Tielrode is aangesloten bij de KBVB en is er actief in de provinciale reeksen.

## Bekende inwoners
Bekende personen die geboren of woonachtig zijn of waren in Tielrode of een andere significante band met het dorp hebben:
- Adrien Claus (1887 - 1965), politicus
- Achiel Heyman (1888 - 1975), politicus
- Siegfried Buytaert (1928 - 2012), politicus

- Valeer Peirsman (1932 - 2012), beeldhouwer
- Gert Vanderhaeghe (1963), zanger bekend als Garry Hagger
- Jan Vertonghen (1987), voetballer

## Nabijgelegen kernen
Hamme (veer), Elversele, Temse, Sint-Niklaas